# شیائومی می اسمارت بند ۵
شیائومی می اسمارت بند ۵ (به انگلیسی: Xiaomi Mi Smart Band 5) ردیابی با فعالیت پوشیدنی است که توسط شرکت شیائومی تولید شده‌است. این محصول در ۱۱ ژوئن ۲۰۲۰ در کشور چین معرفی شد و از ۱۸ ژوئن سال ۲۰۲۰ در چین به فروش رفت. نسخه جهانی می بند ۵ در ۱۵ ژوئیه ۲۰۲۰ عنوان Xiaomi Mi Smart Band 5 منتشر شد. صفحه نمایش دارای صفحه نمایش AMOLED خازنی با رزولوشن ۱٫۱ اینچی با رزولوشن 126x294 است و از نظر ضربان ۲۴/۷ ضربان قلب با سنسور PPG 50% دقیق تر از مدل قبلی خود دارد. این حوض شارژ مغناطیسی را پشتیبانی می‌کند که گفته می‌شود نسبت به شارژرهای نسل قبلی استفاده از آن ساده‌تر است. نسخه NFC را نیز دارای میکروفون داخلی برای دستیار داخلی شیائومی شیائو است.
Global Mi Smart Band از امکاناتی مانند پشتیبانی Alexa، NFC و ردیابی SpO2 برخوردار نیست.

## قابلیت‌ها
زمان، تعداد گام‌ها و ضربان قلب فعلی شما روی صفحه نمایش، نشان داده می‌شود. البته این در حالت پیشفرض است و می‌تواند برای هر فردی با داده‌های مختلف، متفاوت باشد. امکان برقراری ارتباط می بند ۵ به گوشی، به شما این امکان را می‌دهد که هشدار نوتیفیکیشن‌ها را روی مچ دستتان ببینید. علاوه بر اینها، اگر طولانی مدت بدون هیچ حرکتی نشسته باشید، به شما هشدار می‌دهد. از دیگر قابلیت‌های این دستبند سلامتی شیائومی می‌توان به تمرینات تنفسی، نظارت بر وضعیت استرس، اندازه‌گیری میزان اکسیژن خون، ردیابی چرخه قاعدگی و نمره PAI اشاره کرد. این ساعت هوشمند علاوه بر پیگیری وضعیت سلامتی شما، از ویژگی‌های کاربردی دیگری مانند اطلاع‌رسانی و یادآوری تماس‌ها، کنترل پخش موسیقی، گزارش هواشناسی، تلفن یاب و … نیز برخوردار است.
قابلیت مهم دیگر این دستبند، پایش وضعیت خواب می‌باشد که میزان خواب سبک و سنگین و همچنین مدت زمانی را که در مرحله خواب REM (حرکت سریع چشم‌ها) به سر می‌برید، ردیابی می‌کند. الگوهای نامنظم و پراکنده خواب را شناسایی می‌کند و با استفاده از اطلاعات جمع‌آوری شده، پیشنهادهایی را به شما می‌دهد تا کیفیت خوابتان را بهبود ببخشید.

## مشخصات فنی
- صفحه نمایش: AMOLED 1.1 اینچی، صفحه لمسی کامل رنگی[۴]
- عمق رنگ: ۱۶ بیتی
- روشنایی صفحه نمایش: تا ۴۵۰ گره‌ها
- وضوح پرونده: 126x294
- دکمه: دکمه تک لمسی (از خواب بیدار، بازگشت)
- اتصال: بلوتوث نسخه 5.0 BLE، NFC در برخی از مدل‌ها[۵]
- رم: ۵۱۲ کیلوبایت
- ذخیره‌سازی: ۱۶ مگابایت
- باتری: LiPo، ۱۲۵ میلی‌آمپر ساعت، ۱۴ روز عمر باتری (NFC)، ۲۰ روز (غیر NFC)
- سنسورها: شتاب سنج، ژیروسکوپ، سنسور ضربان قلب PPG، سنسور مجاورت خازنی، تشخیص IR (نوع NFC)، فشارسنج